# 維拉烏馬尼山
16°0′25″S 68°12′37″W / 16.00694°S 68.21028°W
維拉烏馬尼山（Wila Umani），是玻利維亞的山峰，位於該國西部拉巴斯省的拉雷卡哈省，屬於安第斯山脈中玻利維亞瑞阿爾山脈的一部分，海拔高度4,438米。